# Kner Erzsébet
Kner Erzsébet (Gyoma, 1897. október 7. – Chicago, 1998. március 1.) tipográfus, neves magyar könyvkötőmester.

## Életpályája
A neves nyomdaalapító, Kner Izidor és Netter Kornélia ötödik gyermeke. Fiú testvéreivel ellentétben őt nem a könyves pályára szánták, ám a család életében a nyomdának, a könyveknek központi szerepe volt, mivel huzamosabb ideig ebben a közegben élt, így közel került a nyomdászathoz és a könyvek világához. Az elemit a helyi zsidó iskolában végezte el. Az intézménybe más felekezethez tartozó diákok is jártak, és a színvonal is kiemelkedő volt. Kner Izidor a zsidó elemibe járatta minden gyermekét.
Tanulmányait a mezőtúri Felsőbb Leányiskolában folytatta. Itt németül és franciául tanult. Az iskola olyan speciális képzéseket is nyújtott a diákjainak, mint a zongoratanulás, a kézimunka, a testnevelés keretein belül pedig táncot és korcsolyázást oktattak. A hatosztályos középiskola befejeztével úgy döntött, hogy szeretne leérettségizni, majd egyetemre járni. Budapesten iratkozott be a IV. kerületi Váci utcai leánygimnáziumba magántanulóként, s 1919 decemberében szerezte meg az érettségi bizonyítványt.
A leányiskola elvégzését követően hosszabb ideig otthon tartózkodott a szülői házban. Ennek köszönhetően közelebb került a könyves szakmához. Bátyja, Kner Imre volt rá nagy hatással. Végérvényesen 1920 nyarán döntött a könyvkötészeti pálya mellett. Apja támogatta leánya terveit, de a maga szigorú módján ki is jelölte a tanulás kereteit. „…tudnod kell – mondotta Erzsébetnek –, hogy ez nehéz mesterség, nem könnyű megtanulni, de addig semmiféle művészkedést nem engedek meg, amíg nem fogsz tudni egy egyszerű vászonkötést tökéletesen megcsinálni.” Kner Erzsébet az atyai intencióknak megfelelően tanoncszerződést kötött a családi vállalattal és egy éven keresztül tanulta a könyvkötészet technikai részét. Mestere Pintér István lett. Megtanulta a „rendes munka” követelményeit, a bőrkötés és a kézi aranyozás technikáját.
1922-ben beiratkozott Jaschik Álmos művészeti magániskolájába Budapesten. A tanulással párhuzamosan segédként dolgozott Cserna Júlia könyvkötészetében. A család, látva Erzsébet szakmai elkötelezettségét úgy döntött, hogy Lipcsébe küldik tanulni. 1923 tavaszán érkezett meg a német nyomdászat központjába, és az egyik legnevesebb német könyvművész, Hugo Steiner-Prag mesterosztályába került, ahol kötéseket és aranyozásokat terveztek. Ebben az időszakban még nagyobb hatással volt reá a kor könyvművészete. Elsősorban a Bauhaus szellemiségét tükröző kötések. Erzsébet nem vált ugyan az irányzat követőjévé, de kihatott a későbbi munkásságára, mivel a hagyományos formákkal való szakítás élményét adta. Az akadémia tanműhelyében technikai ismereteit is kiszélesítette.

## Munkássága

### Budapesti műhely
1924 őszén önálló műhelyt nyitott a család támogatásával Budapesten. A magyar könyvkötészet vállalkozása megindításakor minden téren válságos helyzetben volt. A hagyományos módon dolgozó kézi kötészetekben pedig – éppen a gépi kötészetekkel folytatott árverseny miatt – már jóvátehetetlenül megbomlott a mesterség és művészet évszázadok alatt kialakult összhangja. A nagy példányszámmal dolgozó gépi kötészetek egyelőre még sem technológiai, sem formai téren nem találták meg az ipar és a művészet korábbi harmóniáját. Kner Erzsébet ebben a helyzetben Imre bátyja tanácsait követte és úgy döntött, hogy nem az árak leszorításával, hanem az igazi minőséggel fog versenyezni. Mindezt a család segítségével sikeresen véghez is vitte.
Kner Erzsébet a mesterségbéli hagyományok felé fordulva kereste a technika és a forma új harmóniáját. A húszas években készült könyvkötései közel voltak a reneszánsz és barokk alkotásaihoz, de két-három év múlva megtalálta a maga egyéni stílusát. Kötései egyszerűbbek voltak. Vonalakkal, keretekkel, takarékosan használt ornamensekkel díszítette könyveit, s így elérte, hogy még jobban érvényesült az anyagok szépsége. Az Alkotmány utcai könyvkötészet működése elején megtalálta a maga közönségét, a bibliofil gyűjtők, a szép könyvek barátai szívesen dolgoztattak vele. A húszas évek végén már a legjobb fővárosi kézműves iparművészek között tartották számon. A harmincas években bővült a kis műhely jellege, Kner Erzsébet megpróbálkozott a gépi kötéssel is. A kézi könyvkötéseknél változatlanul a hagyományos eljárásokat és anyagokat alkalmazta. A kisebb példányszámú bibliofil kiadások esetében használta a gépi technológiát.

### Chicagói műhelye
A második világháború éveit, az üldöztetés és a holokauszt időszakát sikeresen átvészelte, azonban az államosítások idején 1949-ben az Amerikai Egyesült Államokba települést választotta önállósága megtartása érdekében. Chicagóban kapott munkát, a Newberry Könyvtár megbízta kötés nélküli, illetve megrongálódott kötésű ősnyomtatványainak újrakötésével. A munka közel egy évig tartott, és sikert hozott a számára. Így a honoráriumból egy, a budapestihez hasonló műhelyet hozott létre. Chicagói műhelye 1952-től 1982-ig működött, elsősorban a bibliofil kiadóknak, gyűjtőknek, könyvtáraknak, igényes reklámügynökségeknek dolgozott. Amerikában az évszázados mesterségbeli hagyományokat ismerő, ugyanakkor a modern irányzatok iránt fogékony európai iparművészek között tartották számon. 85 éves korában vonult vissza az aktív munkától.
Az 1970-es évektől fogva gyakran hazalátogatott, s 1987-ben sor került az igazi hazatalálásra is: 90. születésnapján Haiman György kezdeményezésére az Országos Széchényi Könyvtárban reprezentatív életműkiállítás keretében mutatták be hat évtizedes könyvkötői pályafutásának legfontosabb állomásait. A kiállítás komoly visszhangot váltott ki. Kner Erzsébet számára pedig elégtételt és megnyugvást adott: „…ilyen szép kiállítást még életemben nem láttam… Soha saját könyveimet még ilyen szépnek nem láttam” – mondta meghatottan a kiállítás megnyitóján. Életművének széles körben való megismertetéséért a legtöbbet a gyomai Kner Nyomdaipari Múzeum tette. Az intézmény gyűjti és alkalmanként az érdeklődők elé tárja Kner Erzsébet munkáit, 100. születésnapjára megjelentetett egy róla szóló életrajzot is.